# Jack Reilly
John William Beattie Reilly (Stonehaven, 1943. augusztus 27. – ) skót születésű ausztrál válogatott labdarúgókapus.

## Pályafutása

### Klubcsapatokban
A skóciai Stonehavenben született. Pályafutását a Hibernian együttesénél kezdte, ahol mindössze 2 mérkőzésen kapott szerepet. 1968-ban az Egyesült Államokba szerződött a Washington Whips csapatához, de rövidesen onnan is távozott. 1970-ben Ausztráliába a Melbourne Juventushoz szerződött, majd azt követően több ausztrál csapatnál is megfordult. 1972-ben a St George FC, 1972 és 1974 között a Melbourne Hakoah, 1974 és 1976 között a Fitzroy Alexander, 1976 és 1980 között pedig a South Melbourne Hellas kapuját védte.   

### A válogatottban
1970 és 1977 között 35 alkalommal szerepelt az ausztrál válogatottban.  Részt vett az 1974-es világbajnokságon, ahol az ausztrálok három csoportmérkőzését – az NDK, az NSZK és Chile ellen is végigjátszotta.